# Liste der Biografien/Bli
Liste der Biografien |
Portal Biografien |
Personensuche
# |
A |
B |
C |
D |
E |
F |
G |
H |
I |
J |
K |
L |
M |
N |
O |
P |
Q |
R |
S |
T |
U |
V |
W |
X |
Y |
Z |
?
 
Ba |
Be |
Bd |
Bg |
Bh |
Bi |
Bj |
Bl |
Bm |
Bn |
Bo |
Br |
Bs |
Bu |
Bw |
By |
Bz
 
Bla |
Ble |
Bli |
Blj |
Blk |
Bll |
Blo |
Bls |
Blu |
Bly
Die Liste der Biografien führt alle Personen auf, die in der deutschsprachigen Wikipedia einen Artikel haben. Dieses ist eine Teilliste mit 243 Einträgen von Personen, deren Namen mit den Buchstaben „Bli“ beginnt.

## Bli

### Blia
- Bliadse, Omar (1942–2022), sowjetischer Ringer
- Bliard, René (1932–2009), französischer Fußballspieler

### Blic
- Blich, Oskar, norwegischer Skispringer
- Blicher, Steen Steensen (1782–1848), evangelisch-lutherischer Pfarrer und dänischer Schriftsteller
- Blicher-Clausen, Jenny (1865–1907), dänische Schriftstellerin
- Blichfeld, Joachim (* 1998), dänischer Eishockeyspieler
- Blichfeldt, Emilie (* 1991), norwegische FilmregisseurinEmilie Blichfeldt (* 1991)

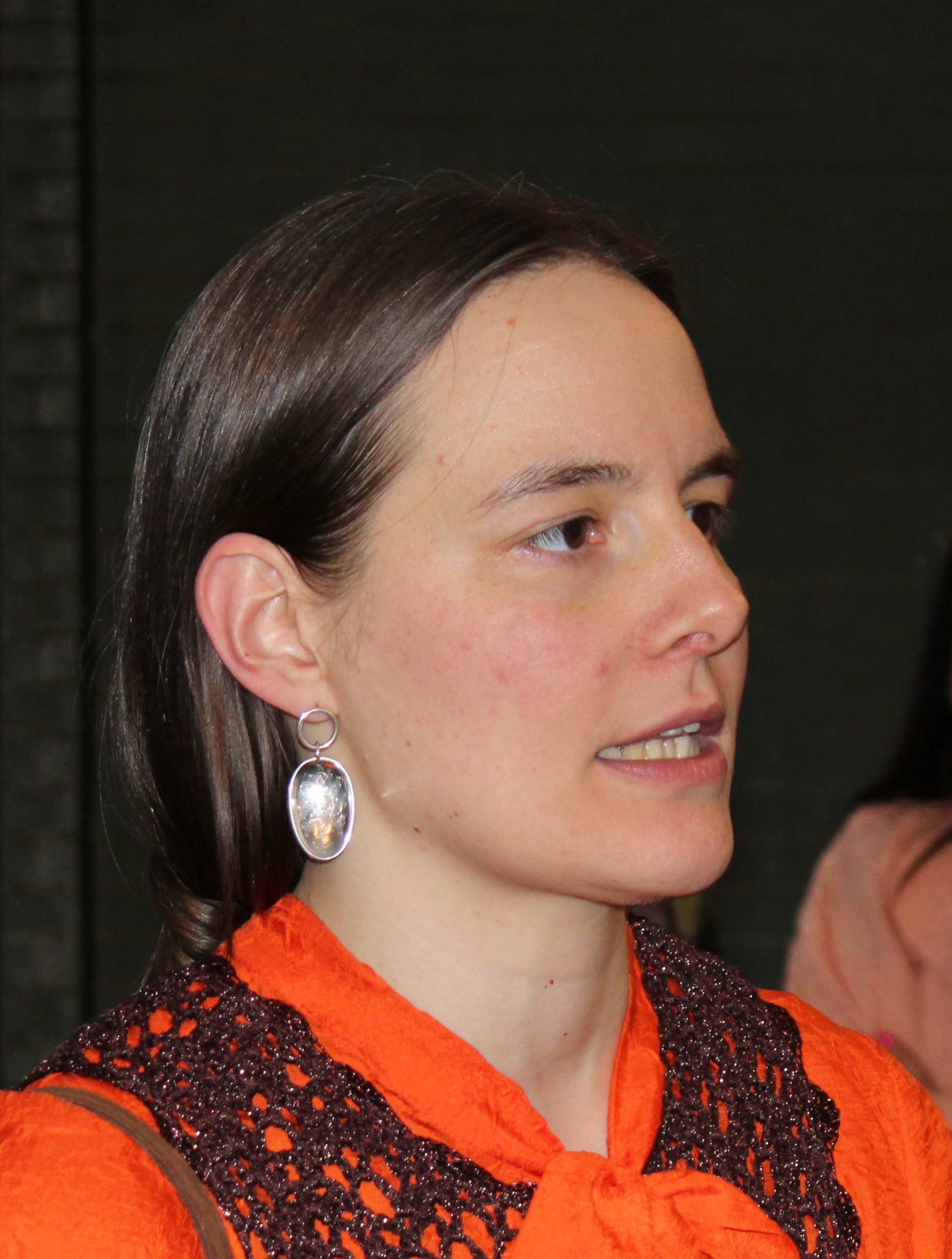
Emilie Blichfeldt (* 1991)

- Blichfeldt, Hans (1873–1945), US-amerikanischer Mathematiker
- Blichfeldt, Mia (* 1997), dänische Badmintonspielerin
- Blichová, Tatiana (* 2006), slowakische Eishockeyspielerin
- Blick, Aarne (1894–1964), finnischer Generalleutnant
- Blick, Richard (* 1940), US-amerikanischer Schwimmer
- Blick, Robert (* 1967), deutsch-US-amerikanischer Physiker
- Blick, Thilo (1895–1973), deutscher Arzt und Ehrenbürger von Ilsenburg
- Blickensdorf, Lo Graf von (* 1951), deutscher Cartoonist und Autor
- Blickensdörfer, Hans (1923–1997), deutscher Sportjournalist und Schriftsteller
- Blickenstorfer, Christian (* 1945), Schweizer Diplomat
- Blickenstorfer, Walter (1921–1969), Schweizer Journalist und Schriftsteller
- Blickhan, Reinhard (* 1951), deutscher Biologe und Hochschullehrer
- Blickle, Gerhard (* 1959), deutscher Psychologe
- Blickle, Martina Helga (* 1929), deutsche Lyrikerin und Malerin
- Blickle, Peter (1938–2017), deutscher Historiker mit dem Schwerpunkt Frühe Neuzeit
- Blickle, Peter (* 1961), deutscher Germanist und Autor
- Blicklin, Konrad († 1534), Jurist und Hochschullehrer
- Blickwede, Bettina (* 1966), deutsche Filmeditorin

### Blid
- Blida, Barbara (1949–2007), polnische Politikerin, Mitglied des Sejm
- Blidh, Anton (* 1995), schwedischer Eishockeyspieler
- Blido, Llambi (* 1939), albanischer Maler und Illustrator

### Blie
- Bliebenich, Bettina (* 1960), deutsche Politikerin (CDU), MdHB
- Blieberger, Johann (* 1961), österreichischer Informatikwissenschaftler
- Blieck, Maurice (1876–1922), belgischer Marine-, Hafen-, Landschafts- und Genrenmaler
- Blied, Hans (* 1881), deutscher Rechtsanwalt
- Blied, Josef (1877–1964), deutscher Architekt
- Bliedung von der Heide, Sven (* 1984), deutscher Unternehmer, Produzent, Regisseur und Visual-Effects-Experte
- Bliefert, Claus, deutscher Chemiker und Autor
- Bliefert, Dominik (* 1981), deutscher Schauspieler
- Bliefert, Ulrike (* 1951), deutsche Schauspielerin
- Bliem, Stefan (* 1983), österreichischer Fußballtorwart
- Bliemeister, Albert (1900–1987), deutscher Jurist, Richter am Bundesfinanzhof
- Bliemeister, Thomas (* 1956), deutscher Fußballspieler
- Bliemel, Andreas (1950–2015), deutscher Maler
- Bliemel, Friedhelm (* 1941), deutscher Ingenieur und Hochschullehrer
- Bliemel, Susanne (* 1968), deutsche Lehrerin, Radiomoderatorin und niederdeutsche Autorin
- Bliemetzrieder, Placidus (1867–1935), österreichischer Geistlicher, Kirchenhistoriker und Bibliothekar
- Blienert, Burkhard (* 1966), deutscher Politiker (SPD), MdBBurkhard Blienert (* 1966)

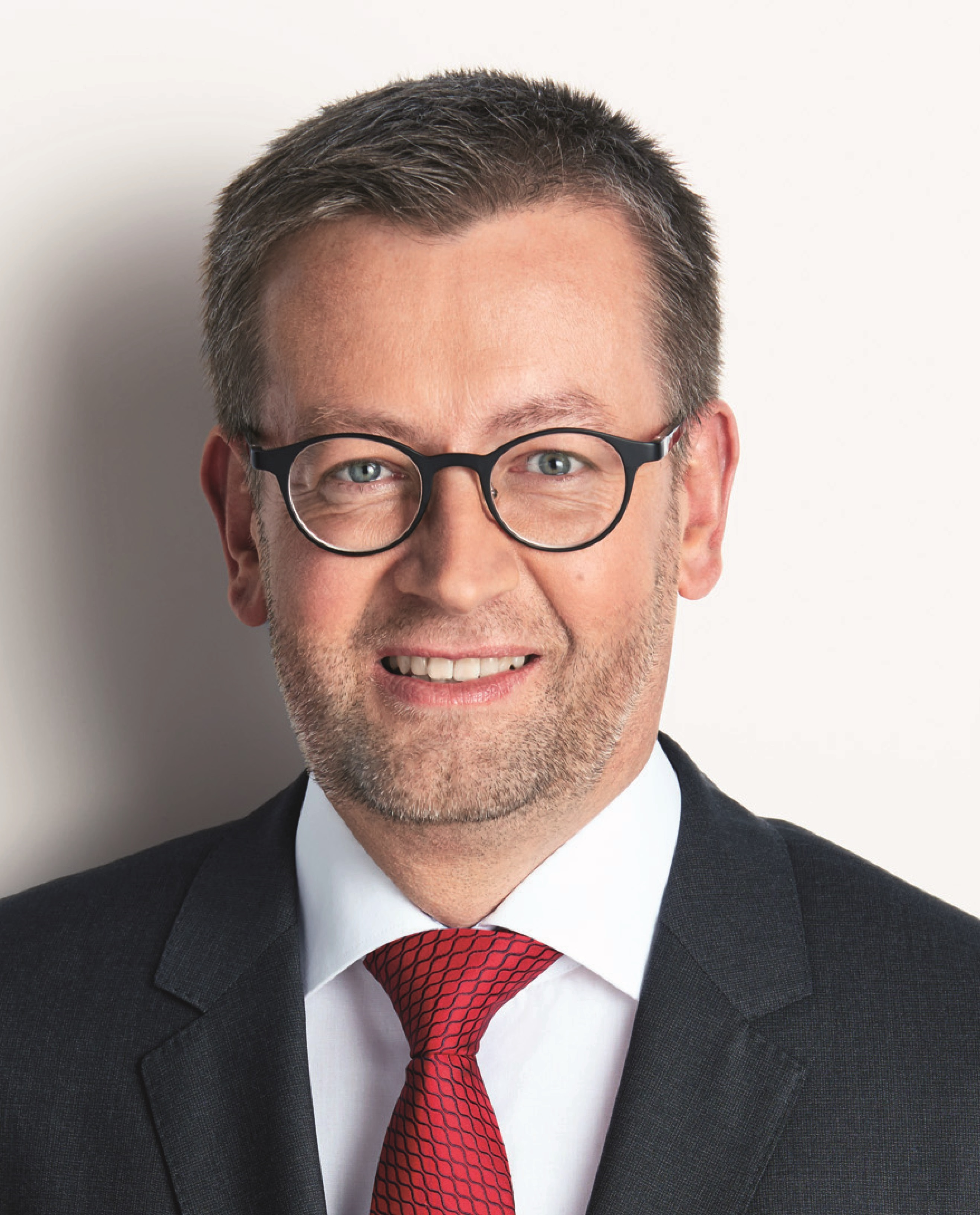
Burkhard Blienert (* 1966)

- Blieninger, Anja (* 1981), deutsche Skirennläuferin
- Blier, Bernard (1916–1989), französischer Filmschauspieler
- Blier, Bertrand (1939–2025), französischer Filmregisseur und Drehbuchautor
- Bliese, Joachim (1935–2021), deutscher Schauspieler
- Bliese, Miriam (* 1978), deutsche Filmregisseurin und Drehbuchautorin
- Bliesener, Hans-Jörg (* 1966), deutscher Kanute
- Bliesener, Jean Emanuel (1765–1842), deutscher Violinist und Komponist
- Bliesener, Klaus (* 1932), deutscher Jurist und ehemaliger Richter am Bundesgerichtshof
- Bliesener, Thomas (* 1958), deutscher Psychologe und Kriminologe
- Bliesener, Willi († 1917), deutscher Eishockeytorwart
- Blietel, Hans († 1545), Märtyrer der Hutterer
- Blietz, Hans-Joachim, deutscher Handballtrainer

### Blig
- Blige, Mary J. (* 1971), US-amerikanische Sängerin
- Bligg (* 1976), Schweizer RapperBligg (* 1976)

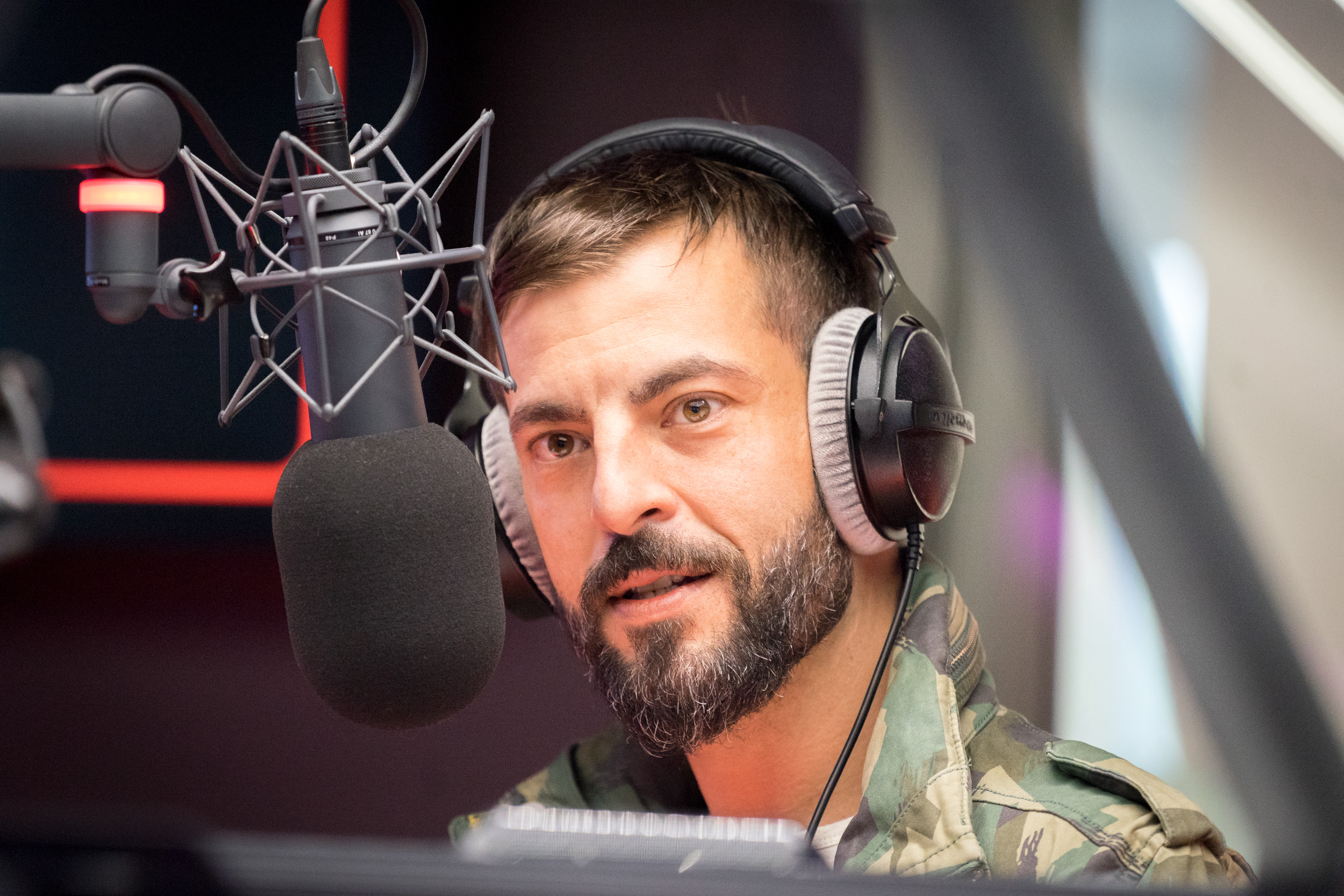
Bligg (* 1976)

- Bliggenstorfer, Susanna (* 1953), Schweizer Bibliothekarin und Romanistin
- Bligger von Steinach, deutscher Minnesänger
- Bligh, Anna (* 1960), australische Politikerin
- Bligh, Ivo (1859–1927), englischer Cricketspieler
- Bligh, Richard, australischer Schauspieler in Film und Fernsehen
- Bligh, William (1754–1817), britischer Seeoffizier und Gouverneur von New South WalesWilliam Bligh (1754–1817)

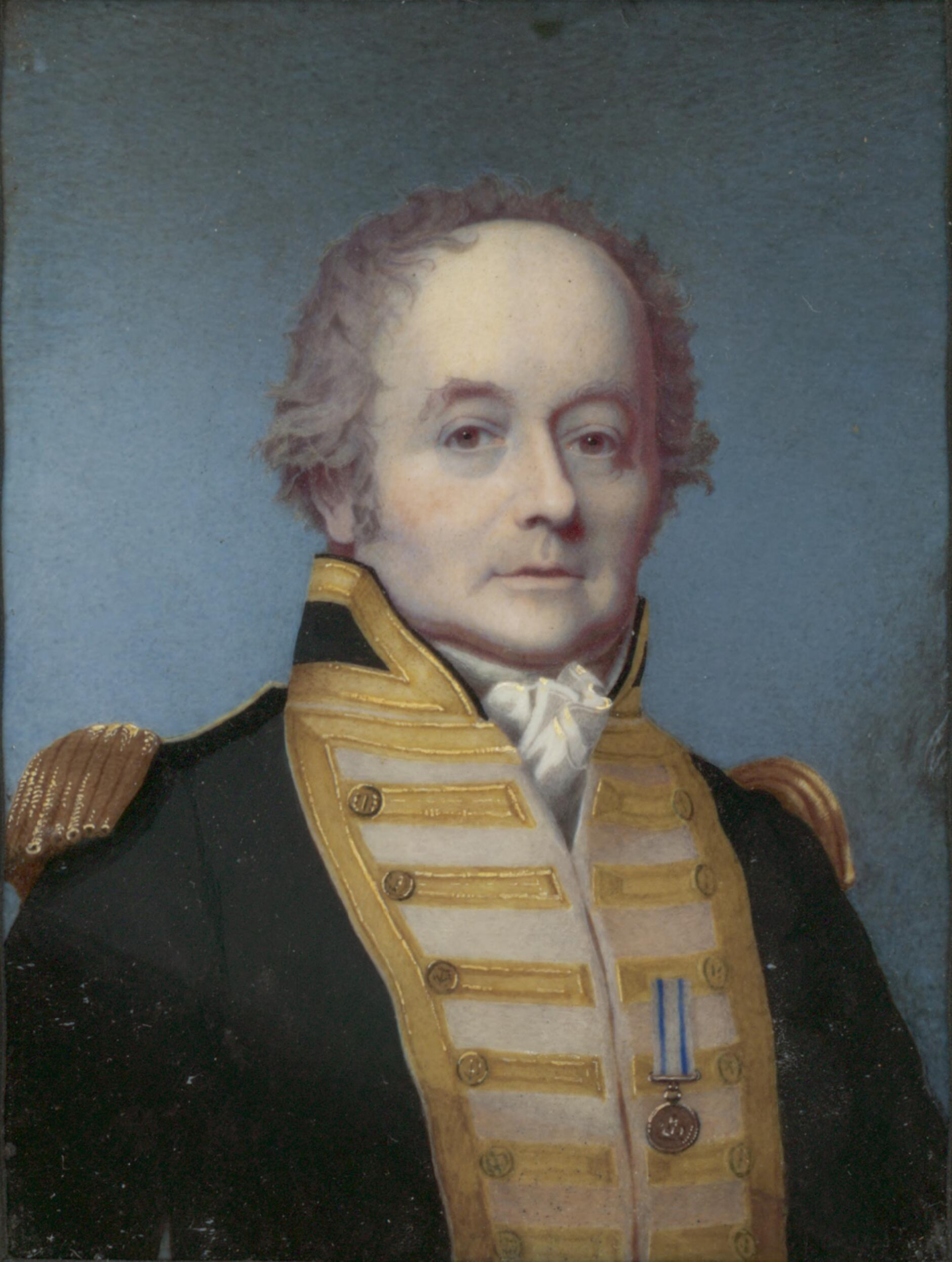
William Bligh (1754–1817)

- Blight, Chris (* 1982), kanadisch-britischer Eishockeyspieler
- Blight, David W (* 1949), US-amerikanischer Historiker
- Blight, Geoffrey E. (1934–2013), südafrikanischer Geotechniker
- Blight, John Thomas (1835–1911), britischer Altertumsforscher
- Blight, Rick (1955–2005), kanadischer Eishockeyspieler
- Blignaut, Alex (1932–2001), südafrikanischer Autorennfahrer
- Blignaut, Kyle (* 1999), südafrikanischer Kugelstoßer
- Blignières, Louis-Marie de (* 1949), französischer Ordensgeistlicher, Prior der altritualistischen katholischen Fraternité Saint-Vincent-Ferrier

### Blij
- Blijd, Iwan (* 1953), surinamischer Judoka
- Blijenburgh, Hendrik van (1877–1960), niederländischer Fechter
- Blijenburgh, Willem van (1881–1936), niederländischer Fechter
- Blijk, Frans Jacobus van den (1806–1876), niederländischer Marinemaler
- Blijlevens, Jeroen (* 1971), niederländischer Radrennfahrer

### Blik
- Blik, Maurice (* 1939), niederländisch-britischer Bildhauer
- Blikra, Elin (* 1972), norwegische Squashspielerin
- Blikra, Erlend (* 1997), norwegischer Radrennfahrer
- Blikra, Jone (* 1962), norwegischer Politiker

### Blil
- Bliley, Thomas J. (1932–2023), US-amerikanischer Politiker

### Blim
- Blim, Jeff (* 1984), US-amerikanischer Schauspieler
- Blimlinger, Eva (* 1961), österreichische Historikerin und PolitikerinEva Blimlinger (* 1961)

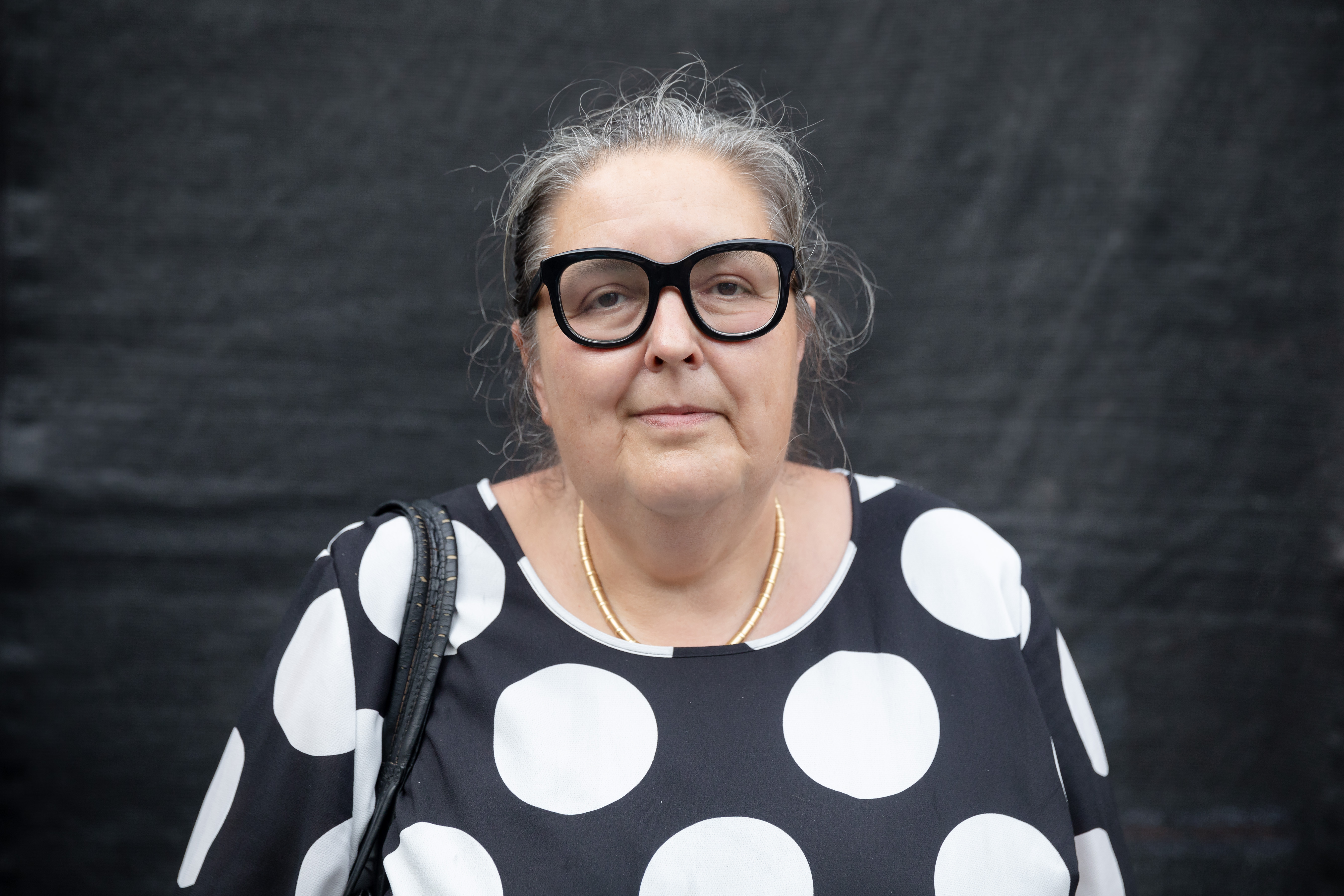
Eva Blimlinger (* 1961)

- Blimlinger, Thomas (* 1957), österreichischer Politiker

### Blin
- Blin, Alexis (* 1996), französisch Fußballspieler
- Blin, Daniel (* 2001), polnischer Motorradrennfahrer
- Blin, François-Dominique, französischer Theater- und Filmschauspieler
- Blin, Georges (1917–2015), französischer Romanist und Literaturwissenschaftler, der auch in der Schweiz wirkte
- Blin, Jürgen (1943–2022), deutscher Boxer
- Blin, Knut (1968–2004), deutscher Boxer im Schwergewicht
- Blin, Marie-Angèle (* 1966), französische Fußballspielerin
- Blin, Roger (1907–1984), französischer Schauspieler und Regisseur
- Blin, Władysław (* 1954), polnischer Geistlicher, Altbischof von Wizebsk
- Blin-Stoyle, Roger (1924–2007), britischer Physiker
- Blinc, Robert (1933–2011), slowenischer Physiker
- Blinckmann, Theodor (1860–1936), deutscher Lehrer und Abgeordneter (DDP), MdHB
- Blinco, Russ (1908–1982), kanadischer Eishockeyspieler
- Blind Harry († 1492), schottischer Dichter
- Blind Percy, US-amerikanischer Bluesmusiker
- Blind, Adolf (1906–1996), saarländischer Politiker
- Blind, Adolphe (1862–1925), Schweizer Zauberkünstler und Sammler von Zauberliteratur
- Blind, Armin (* 1975), österreichischer Jurist und Politiker (FPÖ), Landtagsabgeordneter
- Blind, Daley (* 1990), niederländischer FußballspielerDaley Blind (* 1990)

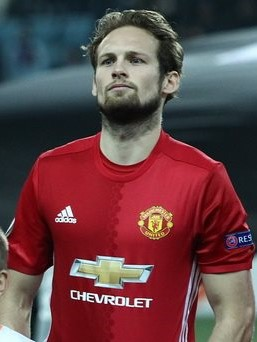
Daley Blind (* 1990)

- Blind, Danny (* 1961), niederländischer Fußballspieler
- Blind, Karl (1826–1907), deutscher Revolutionär
- Blind, Knut (* 1965), deutscher Wirtschaftswissenschaftler
- Blind, Kurth-Bodo (* 1945), österreichischer Politiker (FPÖ), Landtagsabgeordneter
- Blind, Mathilde (1841–1896), englischsprachige Schriftstellerin
- Blind, Valentin (1824–1871), deutscher Revolutionär und Ingenieur
- Blindenbacher, Raoul (* 1959), Autor
- Blindenbacher, Severin (* 1983), Schweizer Eishockeyspieler
- Blinder, Boris (1898–1987), US-amerikanischer Cellist
- Blinder, Naoum (1889–1965), russisch-amerikanischer Geiger und Musikpädagoge
- Blindheim, Svein (1916–2013), norwegischer Offizier, Widerstandskämpfer und Historiker
- Blindow, Johann David († 1772), deutscher Kommunaljurist, Oberbürgermeister von Stettin
- Blinds, Atis (* 1983), lettischer Unihockey- und Eishockeyspieler
- Bling Dawg (* 1982), jamaikanischer Dancehall-Musiker
- Blink, Rogier (* 1982), niederländischer Ruderer
- Blinken, Antony (* 1962), US-amerikanischer AußenministerAntony Blinken (* 1962)

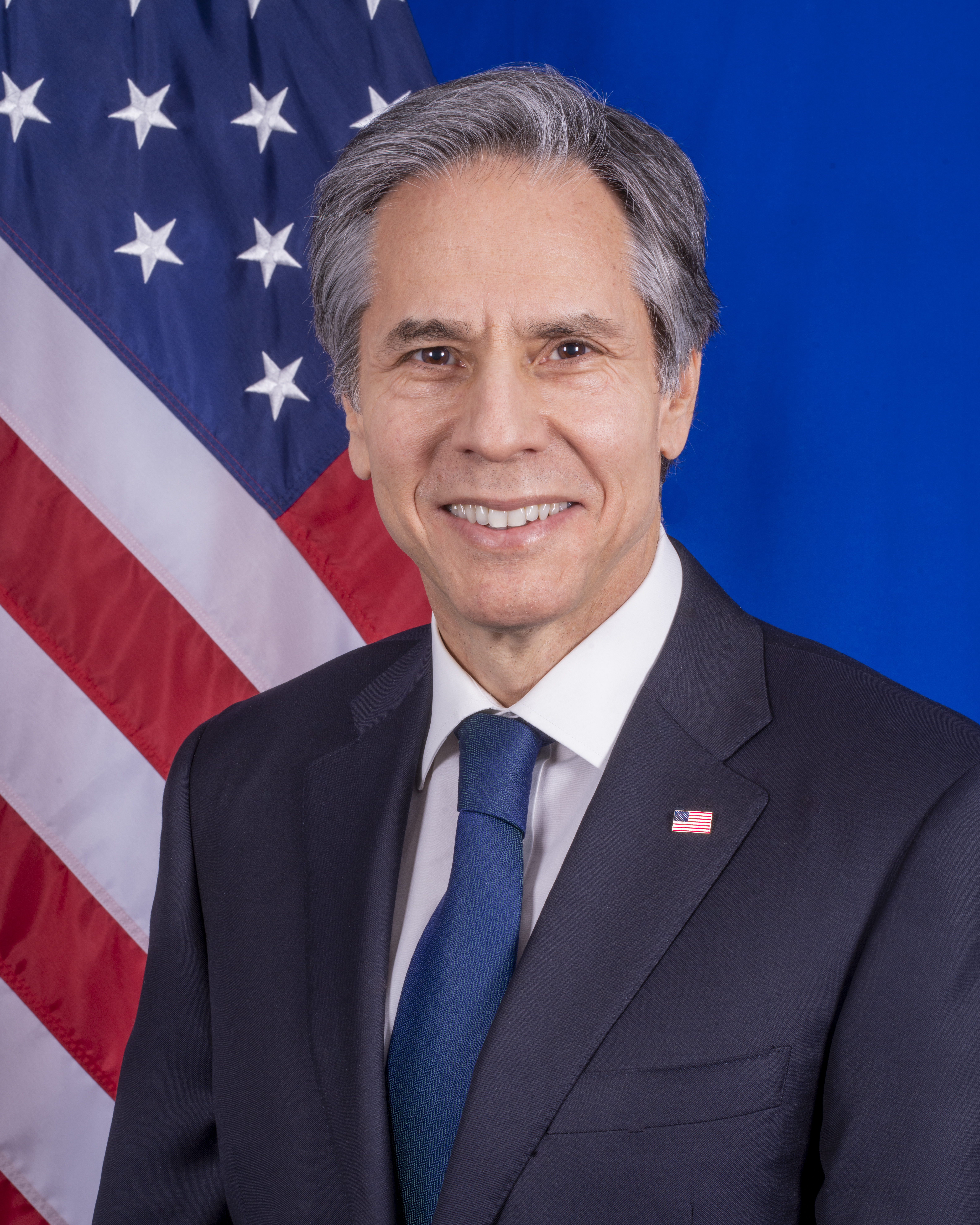
Antony Blinken (* 1962)

- Blinken, Donald Mayer (1925–2022), US-amerikanischer Geschäftsmann und Diplomat
- Blinkenberg, Andreas (1893–1982), dänischer Romanist
- Blinkenberg, Christian (1863–1948), dänischer Klassischer Archäologe
- Blinker (* 1993), deutscher Musiker
- Blinker, Regi (* 1969), niederländischer Fußballspieler
- Blinkert, Baldo (1942–2017), deutscher Soziologe
- Blinkevičiūtė, Vilija (* 1960), litauische Politikerin
- Blinkowa, Anna Wladimirowna (* 1998), russische TennisspielerinAnna Wladimirowna Blinkowa (* 1998)

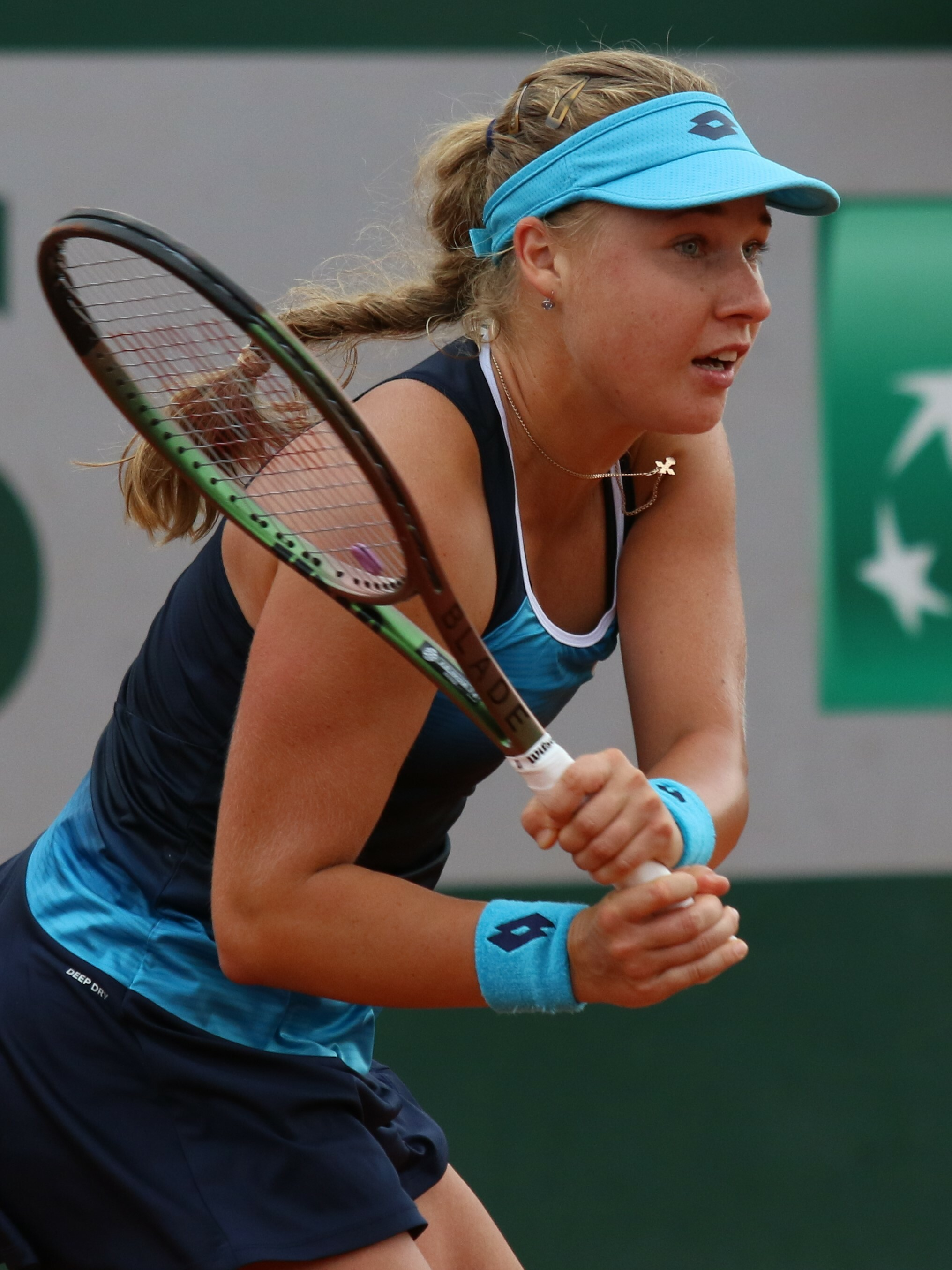
Anna Wladimirowna Blinkowa (* 1998)

- Blinky (* 1944), US-amerikanische Sängerin
- Blinn, Arthur F. (1883–1971), US-amerikanischer Tontechniker und Filmtechnikpionier
- Blinn, Hans (1925–2006), deutscher Lehrer, Verleger, Komponist und Politiker (SPD), MdL
- Blinn, James F. (* 1949), amerikanischer Informatiker
- Blinow, Alexander Alexandrowitsch (* 1981), russischer Sportschütze
- Blinow, Dmitri Anatoljewitsch (* 1987), russischer Biathlet
- Blinow, Fjodor Abramowitsch (1831–1902), russischer Mechaniker-Autodidakt und Erfinder des weltweit ersten Raupentraktors
- Blinow, Juri Iwanowitsch (* 1949), russischer Eishockeyspieler
- Blinow, Wiktor Nikolajewitsch (1945–1968), sowjetischer Eishockeyspieler
- Blinowa, Jekaterina Nikititschna (1906–1981), sowjetische Geophysikerin und Meteorologin
- Blinzig, Alfred (1869–1945), deutscher Bankdirektor
- Blinzig, Enoch, deutscher Komponist
- Blinzler, Josef (1910–1970), deutscher römisch-katholischer Theologe und Priester

### Blis
- Blisch, Bernd (* 1962), deutscher Politiker (CDU)
- Blischke, Klaus (1947–2025), deutscher Sportwissenschaftler und Hochschullehrer
- Blish, James (1921–1975), US-amerikanischer Science-Fiction-Schriftsteller
- Blish, John Bell (1860–1921), US-amerikanischer Marineoffizier und Waffenkonstrukteur
- Blisnakow, Georgi (1920–2004), bulgarischer Chemiker
- Blisnakow, Wesselin (* 1944), bulgarischer Politiker
- Blisnaschki, Georgi (* 1956), bulgarischer Politiker, MdEP
- Blisnez, Dsjanis (* 1995), belarussischer Sprinter
- Blisnez, Julija (* 1994), belarussische Sprinterin
- Blisniewski, Thomas Maria (* 1960), deutscher Autor und Kunsthistoriker
- Blisnitschenko, Andrij (* 1994), ukrainischer Fußballspieler
- Blisnjak, Jewgeni Warfolomejewitsch (1881–1958), russisch-sowjetischer Hydrologe und Hochschullehrer
- Blisnjuk, Anastassija Iljinitschna (* 1994), russische Turnerin
- Blisnjuk, Henads (* 1980), belarussischer Fußballspieler
- Blisnowa, Irina Jurjewna (* 1986), russische Handballspielerin und -trainerin
- Bliss, Aaron T. (1837–1906), US-amerikanischer Politiker, Gouverneur von Michigan
- Bliss, Albert A. (1812–1893), US-amerikanischer Jurist, Zeitungsherausgeber und Politiker
- Bliss, Alexa (* 1991), US-amerikanische WrestlerinAlexa Bliss (* 1991)

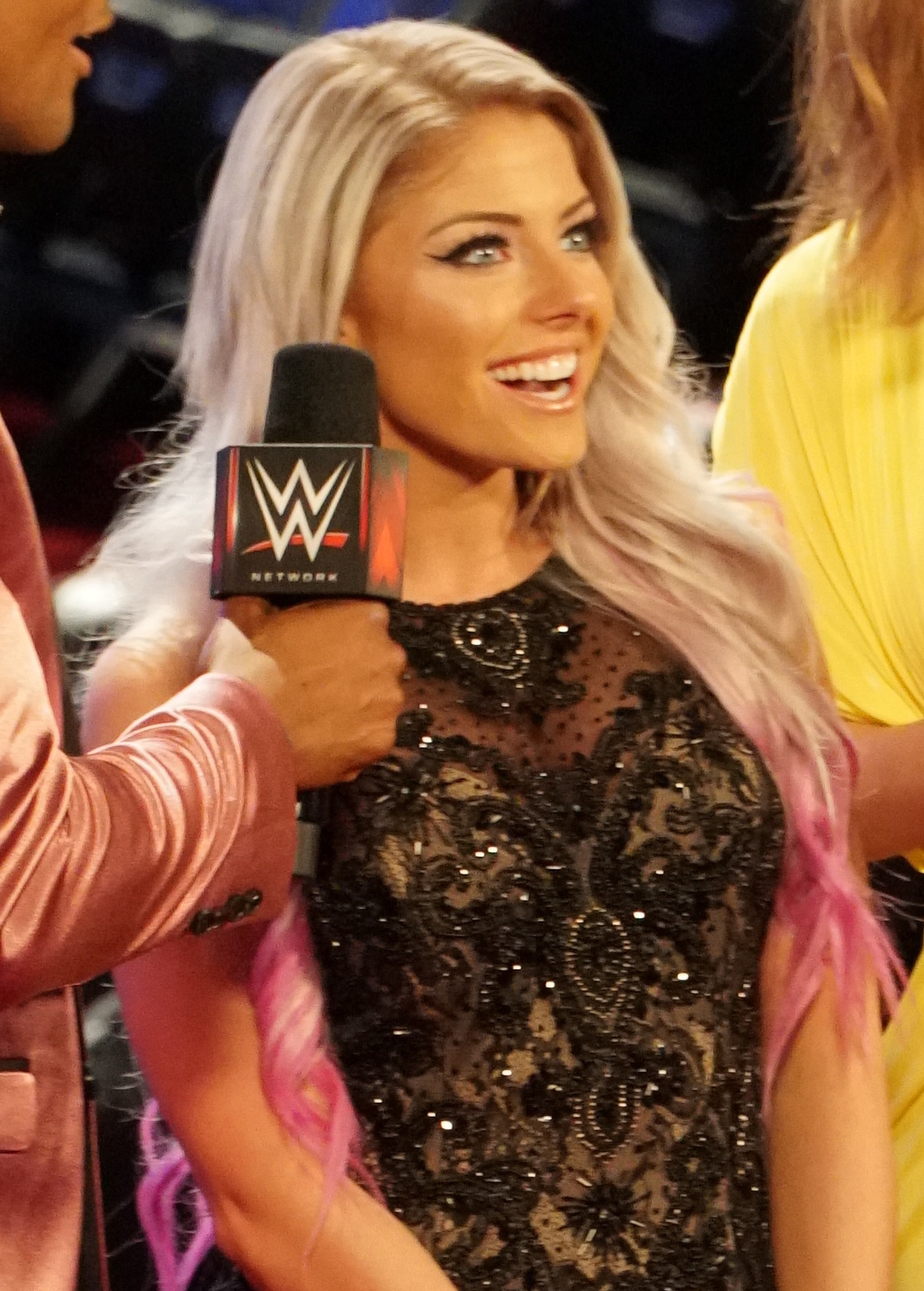
Alexa Bliss (* 1991)

- Bliss, Amos Atkinson (* 1830), kanadischer Politiker
- Bliss, Archibald Meserole (1838–1923), US-amerikanischer Politiker
- Bliss, Arthur (1891–1975), englischer Komponist
- Bliss, Boti (* 1975), US-amerikanische Schauspielerin
- Bliss, Brian (* 1965), US-amerikanischer Fußballspieler und Fußballtrainer
- Bliss, Calvin C. (1823–1891), US-amerikanischer Politiker
- Bliss, Caroline (* 1961), britische Schauspielerin
- Bliss, Charles K. (1897–1985), österreichisch-australischer Erfinder der Bliss-Symbole
- Bliss, Cornelius Newton (1833–1911), US-amerikanischer Politiker
- Bliss, Edith (1959–2012), australische Sängerin und Moderatorin
- Bliss, Edwin Munsell (1848–1919), US-amerikanischer Missionar
- Bliss, Eleanor Albert (1899–1987), amerikanische Bakteriologin und Hochschullehrerin
- Bliss, Evelyn (* 2005), US-amerikanische Speerwerferin
- Bliss, Frank (* 1956), deutscher Ethnologe und Islamwissenschaftler
- Bliss, Frederick J. (1859–1937), US-amerikanischer Archäologe
- Bliss, George (1813–1868), US-amerikanischer Politiker
- Bliss, Gilbert Ames (1876–1951), US-amerikanischer Mathematiker
- Bliss, Henry († 1899), US-amerikanischer Mann, erstes Opfer durch einen Autounfall im Straßenverkehr in den USA
- Bliss, John (1930–2008), US-amerikanischer Schauspieler
- Bliss, Karen (* 1963), US-amerikanische Radrennfahrerin
- Bliss, Lela (1896–1980), US-amerikanische Filmschauspielerin und Schauspielerin
- Bliss, Lillie P. (1864–1931), amerikanische Kunstsammlerin und Mäzenin
- Bliss, Lucille (1916–2012), US-amerikanische Schauspielerin und Synchronsprecherin
- Bliss, Marilyn (* 1954), US-amerikanische Komponistin
- Bliss, Nathaniel (1700–1764), englischer Astronom
- Bliss, Panti (* 1968), irische Dragqueen und LGBT-Aktivistin
- Bliss, Philemon (1813–1889), US-amerikanischer Jurist und Politiker
- Bliss, Philip (1787–1857), britischer Bibliothekar und Bibliophiler
- Bliss, Philip P. (1838–1876), US-amerikanischer Komponist und Gospeldichter
- Bliss, Raymond W. (1888–1965), US-amerikanischer Offizier
- Bliss, Robert Woods (1875–1962), amerikanischer Diplomat, Kunstsammler und Stifter
- Bliss, Tasker H. (1853–1930), US-amerikanischer Offizier, General der Armee und Diplomat der Vereinigten Staaten
- Bliss, Trinity (* 2009), US-amerikanische Kinderdarstellerin
- Bliß, Werner K. (* 1950), deutscher Künstler und Schriftsteller
- Bliss, William Wallace Smith (1815–1853), US-amerikanischer Offizier der US Army
- Bliss, Zenas Work (1867–1957), US-amerikanischer Politiker
- Blissard, John (1803–1875), britischer Mathematiker
- Blisse, Christian (1823–1905), Patronatsältester in Wilmersdorf
- Blisse, Gerda (* 1923), deutsche Schauspielerin
- Blisse, Ingo (* 1966), deutscher Schriftsteller
- Blissenbach, Wolfgang (1941–2010), deutscher Sänger
- Blissett, Luther (* 1958), englischer Fußballspieler
- Blissett, Paul (* 1945), kanadischer Musiker und Produzent

### Blit
- Blitch, Iris Faircloth (1912–1993), US-amerikanische Politikerin
- Blitheman, John (1525–1591), englischer Komponist der Renaissance
- Blitor († 316 v. Chr.), Satrap von Mesopotamien
- Blittersdorf, Carl von (1669–1737), Abt von Corvey
- Blittersdorf, Friedrich von (1792–1861), badischer Beamter
- Blittersdorf, Maximiliane von (1802–1861), deutsche Pianistin
- Blittersdorff, Tassilo (* 1946), österreichischer Maler
- Blitterswijk, Margje (1918–2013), niederländische Textilkünstlerin und Galeristin
- Blitz, Adolf (1904–1943), niederländischer Illustrator und Kunstmaler
- Blitz, Gérard (1901–1979), belgischer Schwimmer und Wasserballspieler
- Blitz, Gérard (1912–1990), belgischer Unternehmer und Yogi
- Blitz, Jeffrey (* 1969), US-amerikanischer Film- und Fernsehregisseur, Drehbuchautor und Filmproduzent
- Blitz, Jekutiel († 1684), jüdischer Übersetzer
- Blitz, Maurice (1891–1975), belgischer Wasserballspieler
- Blitz, Rudolph Carl (1919–2002), US-amerikanischer Ökonom
- Blitzer, Wolf (* 1948), US-amerikanischer Journalist und Fernsehmoderator
- Blitzstein, Marc (1905–1964), US-amerikanischer Komponist

### Bliu
- Bliuvaitė, Saulė (* 1994), litauische Filmregisseurin und Drehbuchautorin

### Bliv
- Blivens, Clifford, US-amerikanischer R&B-Sänger und Songwriter

### Blix
- Blix, Elias (1836–1902), norwegischer Dichter von Kirchenliedern und Politiker der Partei Venstre
- Blix, Gunnar (1894–1981), schwedischer Physiologe und Professor an der Universität Uppsala
- Blix, Hagen (* 1988), deutscher Linguist und Philosoph
- Blix, Hans (* 1928), schwedischer Außenminister, Direktor der Internationalen Atomenergie-Organisation, Chef der UN-RüstungskontrollkommissionHans Blix (* 1928)

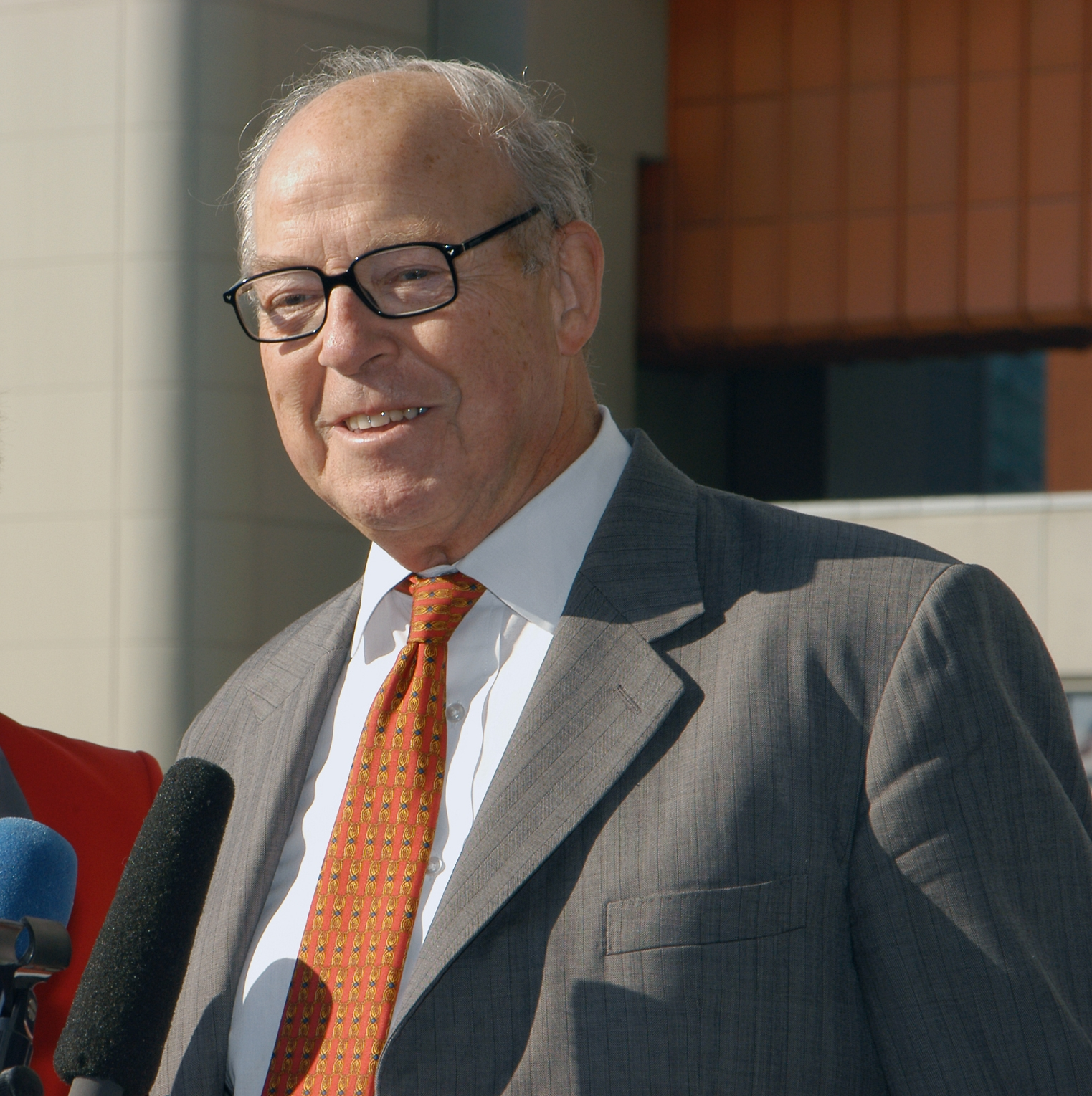
Hans Blix (* 1928)

- Blix, Magnus (1849–1904), schwedischer Physiologe und Professor an der Universität Lund
- Blix, Peter Andreas (1831–1901), norwegischer Architekt
- Blix, Ragnvald (1882–1958), norwegischer Karikaturist und Grafiker
- Blixen, Carlos (1936–2022), uruguayischer Basketballspieler
- Blixen, Conrad Christoph von (1716–1787), schwedischer General
- Blixen, Karen (1885–1962), dänische SchriftstellerinKaren Blixen (1885–1962)

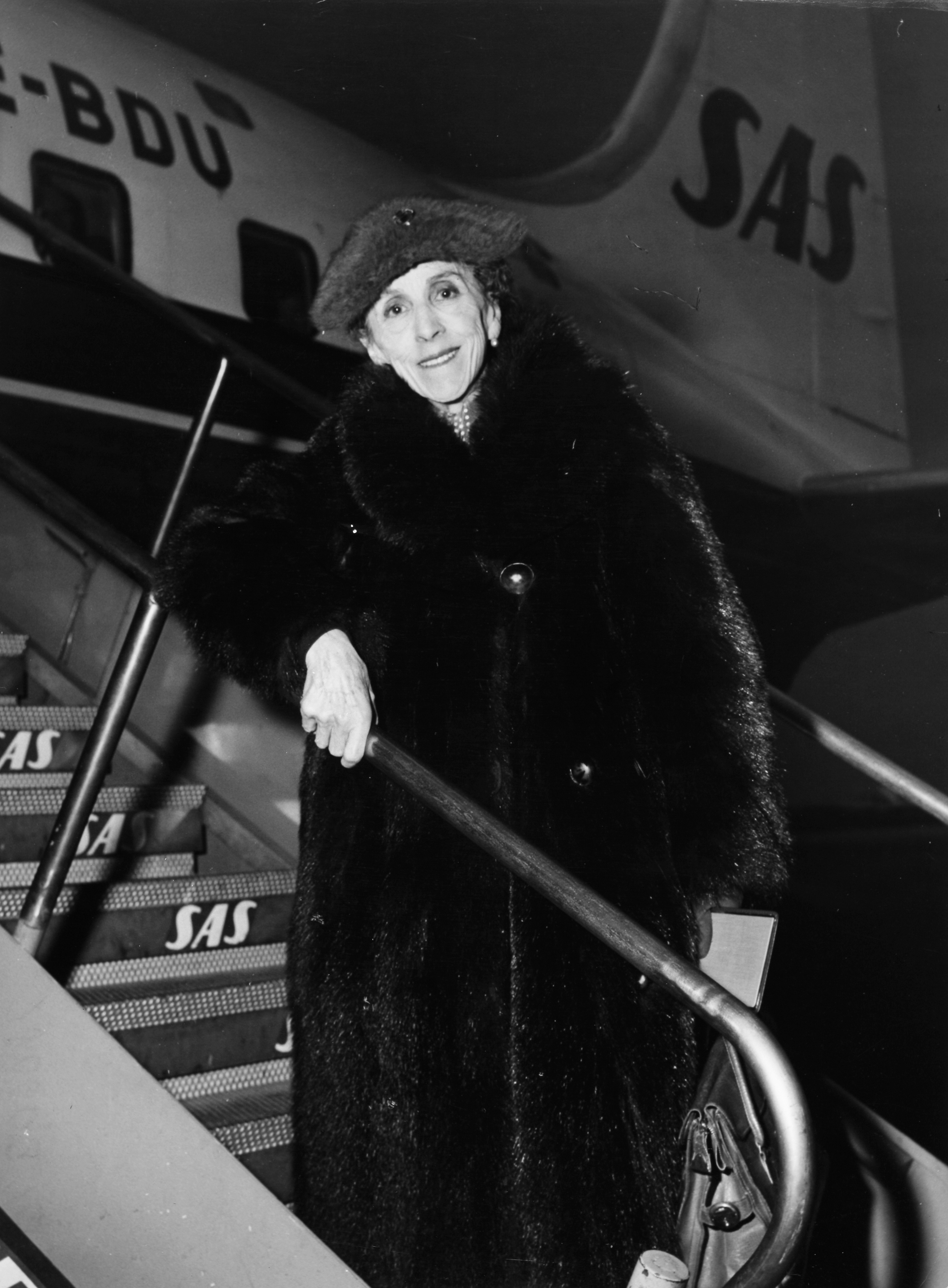
Karen Blixen (1885–1962)

- Blixen-Finecke, Bror von (1886–1946), schwedischer Baron und Großwildjäger
- Blixen-Finecke, Carl Frederik von (1822–1873), dänisch-schwedischer Gutsbesitzer und Politiker
- Blixen-Finecke, Hans von junior (1916–2005), schwedischer Vielseitigkeitsreiter und Offizier
- Blixen-Finecke, Hans von senior (1886–1917), schwedischer Dressurreiter
- Blixenkrone-Møller, Otto (1912–2006), dänischer General
- Blixt, Ella (* 1983), schwedische Indietronic-Musikerin

### Bliz
- Blizenetz, Karl (* 1940), österreichischer Fußballspieler
- Bliziński, Marek (1947–1989), polnischer Jazzmusiker
- Bliznac, Kristian (* 1983), schwedischer Handballspieler und -trainer
- Bližňák, Mário (* 1987), slowakischer Eishockeyspieler
- Blizzard, Sarah (* 1996), australische Bobfahrerin